# Hadar
Si cerqueu el jaciment arqueològic d'Etiòpia, vegeu Hadar (Etiòpia)
Hadar, també coneguda com a Agena, és un sistema de tres estrelles a la constel·lació de Centaure. El seu nom segons la nomenclatura de Bayer és β Centauri, abreviat com a β Cen. Amb una magnitud aparent de 0,61 és el segon objecte més brillant de la constel·lació, després d'Alpha Centauri, i l'onzé més brillant del cel nocturn.
Segons les mesures de paral·laxi del satèl·lit astromètric Hipparcos, la distància a aquest sistema és d'uns 390 anys llum (120 parsecs).

## Nomenclatura
β Centauri (llatinitzat a Beta Centauri) és la designació de Bayer del sistema estel·lar.
Els noms tradicionals són Hadar i Agena. Hadar prové de l'àrab حضار (el significat de l'arrel és "estar present", "a terra" o "zona poblada i civilitzada"), mentre que el nom Agena es creu que deriva del llatí genua, que significa "genolls", d'acord amb la posició de l'estrella al genoll esquerre del centaure representat a la constel·lació del Centaure. El 2016, la Unió Astronòmica Internacional va organitzar un Grup de treball sobre noms d'estrelles (WGSN) per catalogar i estandarditzar els noms propis de les estrelles. El WGSN va aprovar el nom Hadar per a l'estrella β Centauri Aa el 21 d'agost de 2016 i ara està inclòs al Catàleg de Noms d'Estrella de la IAU.
El nom xinés de l'estrella és 马腹一 (mandarí: mǎ fù yī, "la primera estrella de l'abdomen del cavall").
El poble Boorong, indígena del nord-oest de Victòria, Austràlia, la va anomenar Bermbermgle, dos germans coneguts pel seu coratge i destructivitat, i que van matar Tchingal, "L'Emu" (Nebulosa del Sac de Carbó). El poble wotjobaluk anomena als dos germans Bram-bram-bult.

## Característiques físiques
Situada a una distància entre 350 i 392 anys llum de distància, Hadar figura classificada en els catàlegs com una gegant blanc-blava de magnitud absoluta -5,42, intrínsecament molt més lluminosa que Alfa Centauri però 90 vegades més allunyada que aquesta. En 1935, Joan Voûte va descobrir que Hadar és una estrella doble, assignant-li l'identificador VOU 31. L'estrella més tènue del parell, Hadar B, té tipus espectral B8 i magnitud 4, estant separada de l'estrella primària almenys 120 unitats astronòmiques (ua).
El seu període orbital és igual o superior a 225 anys.
L'estrella principal Hadar A és, al seu torn, una binària espectroscòpica, sent ambdues components gairebé idèntiques i de tipus espectral B1 o B2. Amb un període orbital de 357 dies, l'òrbita és molt excèntrica, fent que la separació entre ambdues variï entre 0,53 i 5,5 ua; la mínima separació va tenir lloc al febrer de 2000.
La velocitat de rotació mesurada —igual o major de 140 km/s—, juntament amb el seu diàmetre —9 vegades el del Sol—, donen com a resultat un període de rotació inferior a 3 dies per a una de les estrelles almenys.
Al seu torn, una o les dues estrelles són variables del tipus Beta Cephei amb dos períodes de 3,2 i 5,3 hores.
La proximitat entre les dues estrelles fa que siguin una font de raigs X, a causa de l'existència de vents estel·lars la temperatura dels quals aconsegueix els 2 milions de K.
Cadascuna té una massa de 14,7 masses solars —encara que un altre estudi assenyala masses inferiors de 10,7 i 10,3 masses solars—, i es pensa que en realitat no són gegants sinó estrelles que encara fusionen hidrogen a heli, encara que probablement els queda poc temps abans d'abandonar la seqüència principal.
Posteriorment, s'expandiran a gegants vermelles i amb seguretat l'evolució de cadascuna d'elles afectarà profundament a l'altra.

## Sistema estelar
El sistema Beta Centauri està format per tres estrelles: Beta Centauri Aa, Beta Centauri Ab i Beta Centauri B. Totes les línies espectrals detectades són coherents amb una estrella de tipus B1, amb només els perfils de línies variant, per la qual cosa es creu que les tres estrelles tenen el mateix tipus espectral.
L'any 1935, Joan Voûte va identificar Beta Centauri B, donant-li l'identificador VOU 31. L'acompanyant està separat del primari per 1,3 segons d'arc, i s'ha mantingut des del descobriment, tot i que l'angle de posició ha canviat sis graus des de llavors. Beta Centauri B és una nana B1 amb una magnitud aparent de 4.
El 1967, la variació observada de Beta Centauri en la velocitat radial va suggerir que Beta Centauri A és una estrella binària. Això es va confirmar l'any 1999. Consta d'un parell d'estrelles, β Centauri Aa i β Centauri Ab, de massa similar que orbiten entre si durant un període de 357 dies amb una gran excentricitat d'uns 0,8245.
Es va calcular que la parella estava separada per una distància mitjana d'aproximadament 4 unitats astronòmiques (basant-se en una distància al sistema de 161 parsecs) l'any 2005.
Aparentment, tant Aa com Ab tenen una classificació estel·lar de B1 III, on la classe de lluminositat de III que indica estrelles gegants que estan evolucionant lluny de la seqüència principal. El component Aa gira molt més ràpidament que l'Ab, la qual cosa fa que les seues línies espectrals siguen més àmplies i, per tant, es poden distingir els dos components en l'espectre. El component Ab, l'estrella de rotació lenta, té un camp magnètic fort encara que no s'han detectat peculiaritats abundants en el seu espectre. S'han detectat múltiples modes de pulsacions al component Aa, alguns dels quals corresponen a variacions de brillantor, per la qual cosa es considera que aquesta estrella és variable. Els modes de pulsació detectats corresponen tant a variables β Cephei com a estrelles B amb pols lent. No s'han detectat pulsacions similars al component Ab, però és possible que també siga una estrella variable.
Aa és 12,02 ± 0,13 vegades més massiva que el Sol, mentre que Ab és 10,58 ± 0,18 vegades més massiva.

## Entorn galàctic i distància
És probable que Hadar formi part de l'associació estel·lar Escorpió-Centaure, l'associació OB més propera a la Terra, de la qual hi ha moltes de les estrelles blaves brillants de les constel·lacions d'Escorpió, Llop, Centaure i la Creu del Sud. Centenars d'estrelles amb massa igual o superior a 15 masses solars s'han identificat com a pertanyents a aquesta associació, incloses algunes estrelles (com ara Antares) en una etapa avançada del seu cicle de vida; es creu que el nombre total de membres podria arribar a les 1.000-1.200 estrelles.

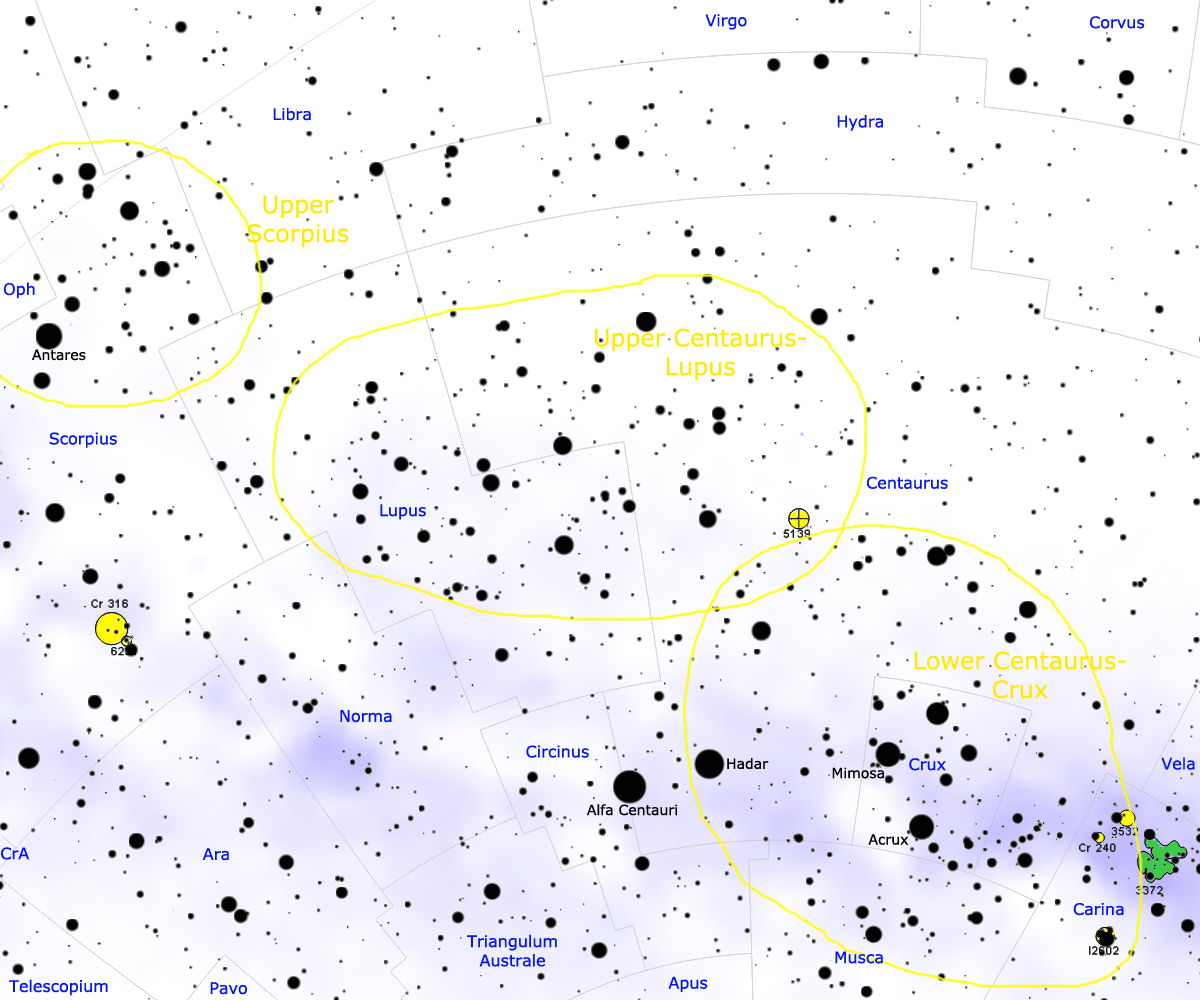
Mapa de l'Associació Escorpió-Centaure. Hadar es troba a sota, al grup de la Creu del Centaure inferior.

L'associació Escorpió-Centaure es divideix en tres subgrups d'estrelles, anomenats Escorpió Superior, Centaure-Llop Superior i Inferior Centaure-Creu. És probable que Hadar formi part d'aquest últim subgrup, que s'estén a la part sud-oest de Centaure i que ocupa l'àrea de cel visible en direcció a la Creu del Sud i la Mosca, fins a arribar a l'extrem nord-est de la Quilla. L'edat de les estrelles del subgrup varia en funció de la seva posició: els components de la part nord-est, els més propers al grup Centaure-Llop Superior, tenen una edat d'uns 17 milions d'anys, mentre que els més components meridionals són més joves, iguals a aproximadament 12 milions d'anys; això revela que els fenòmens de formació estel·lar s'haurien produït progressivament en direcció nord-sud. Entre els tres subgrups de l'associació Esc-Cen, el Centaure-Creu inferior és el més proper a nosaltres, amb una distància mitjana de 118 parsecs (uns 385 anys llum).
El que genera dubtes sobre la pertinença real d'Hadar a aquest subgrup és el seu moviment propi, que difereix de la dels altres membres de l'associació. Tanmateix, d'una banda, la mesura del moviment propi d'Hadar pot no ser precisa a causa de la seva naturalesa com a estrella múltiple; d'altra banda, la presència d'una estrella blava d'una massa i edat d'Hadar dins d'una associació OB com la de la Centaure-Creu Inferior no sembla ser fruit d'una coincidència.
A partir de les mesures realitzades pel satèl·lit Hipparcos el 1997, es va calcular que la paral·laxi d'Hadar era de 6,21 ± 0,56 mas, que el va situar a una distància d'aproximadament 525 anys llum de la Terra; tanmateix, aquesta mesura probablement no era precisa, a causa del fet que el primari Hadar és un binari espectroscòpic.
Les mesures posteriors, que tenen en compte la naturalesa binària de la principal, van corregir el valor obtingut per Hipparcos: en una publicació d'Asseloos i contribuïdors del 2006 es suggereix una distància de 108 ± 4 parsec, corresponent a 352 ± 13 anys llum; en una publicació posterior, es proposa una reducció addicional de les dades d'Hipparcos amb un valor de paral·laxi equivalent a 8,32 mas, que correspon a una distància d'aproximadament 391 anys llum. Hadar és, per tant, unes 80 vegades més llunyà que α Centauri, que es troba a poc més de 4 anys llum de la Terra; per tant, el motiu pel qual α Centauri ens sembla més brillant rau en la seva proximitat a la Terra, mentre que Hadar és intrínsecament molt més brillant que α Centauri.

## Visibilitat
Hadar és una de les estrelles més brillants del cel amb una magnitud de 0,61. La seua brillantor varia en unes quantes centèsimes de magnitud, massa petita per ser perceptible a simple vista. A causa del seu tipus espectral i de la detecció de pulsacions, el component Aa s'ha classificat com a estel variable Beta Cephei.
Hadar és ben coneguda a l'hemisferi sud com l'interior dels dos "Punters" a la constel·lació Crux, coneguda popularment com la Creu del Sud. Una línia feta des de l'altre punter, Alpha Centauri, passant per Hadar condueix a uns pocs graus de Gacrux, l'estrella a l'extrem nord de la creu. Amb Gacrux, un navegador pot dibuixar una línia amb Acrux a l'extrem sud per determinar eficaçment el sud.